# Tranbär

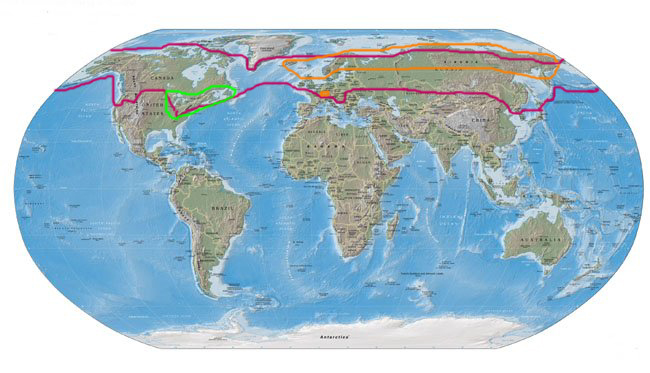
Ungefärlig naturlig utbredning, med oxycoccus i rött, microcarpum i orange och macrocarpon i grönt.

Tranbär (Vaccinium oxycoccos) är en art i blåbärssläktet i familjen ljungväxter. Växten får röda bär, som är ätliga. Ett äldre namn på tranbär är myrbär, även hjortron har kallats så. Andra äldre namnformer är Tränjon, och Tranjuter. Även arterna dvärgtranbär, amerikanskt tranbär och Vaccinium erythrocarpum räknas till tranbären.
Tranbär odlas i stor skala, i synnerhet i Nordamerika, men då handlar det oftast om amerikanskt tranbär (Vaccinium macrocarpon).
I Sverige finns det två arter av tranbär – vanligt tranbär (Vaccinium oxycoccos) och dvärgtranbär (Vaccinium microcarpum). Tranbär växer i stora delar av Sverige. Trots det är det historiskt sett ovanligt att plocka tranbär för att använda i kosten i Sverige, troligtvis för att tranbären är sura. Under 2000-talet har tranbär blivit vanligare i handeln i Sverige. Tranbär i svenska butiker är ofta importerade från Nordamerika.

## Beskrivning
Vanligt tranbär är en lågväxande växt på tuvor ute på öppna mossar och myrar. Den består av ett krypande ris med rödbruna stammar och tjocka städsegröna blad. Riset kan bli meterlångt och bladen är i regel 6–10 mm långa. Blommorna är rosa-röda. De röda bären är runda, aningen avlånga och något större än lingon, ätliga och C-vitaminrika. De mognar relativt sent på hösten. Enligt folktradition blir de bättre (godare) om den första frosten fått nypa dem innan man plockar dem. Därför plockades bären förr ofta på våren. Plockningen är mer tidsödande än för blåbär och lingon. Tranbär har en syrlig och frisk smak, som påminner om lingon, men är intensivare, och de används bland annat till saft, sylt, gelé och likörer - även drinken vargtass kan göras på tranbär. Att dricka osockrad tranbärssaft är ett gammalt husmorsknep mot urinvägsinfektioner.

## Systematik
Vissa botaniker anser att de fyra tranbärsarterna tranbär, dvärgtranbär, amerikanskt tranbär och Vaccinium erythrocarpum (från Appalacherna och Ostasien), skulle utgöra ett eget släkte, Oxycoccus, vilket innebär arterna Oxycoccus palustris, Oxycoccus microcarpus, Oxycoccus macrocarpus och Oxycoccus erythrocarpus, eller som undersläkte (Vaccinium oxycoccus palustris etc). Naturhistoriska Riksmuseet i Sverige anger dock att dessa arter ingår i släktet skogsbär (odonsläktet).

## Odling
| Nr                                                                    | Område                 | Produktion (ton) | %        |
| --------------------------------------------------------------------- | ---------------------- | ---------------- | -------- |
| 1                                                                     | USA                    | 381 018          | 58,41 %  |
| 2                                                                     | Kanada                 | 176 036          | 26,99 %  |
| 3                                                                     | Chile                  | 82 000           | 12,57 %  |
| 4                                                                     | Vitryssland            | 8 000            | 1,23 %   |
| 5                                                                     | Azerbajdzjan           | 2 800            | 0,43 %   |
| 6                                                                     | Lettland               | 617              | 0,09 %   |
| 7                                                                     | Rumänien               | 563              | 0,09 %   |
| 8                                                                     | Ukraina                | 400              | 0,06 %   |
| 9                                                                     | Nordmakedonien         | 290              | 0,04 %   |
| 10                                                                    | Tunisien               | 180              | 0,03 %   |
| 11                                                                    | Turkiet                | 114              | 0,02 %   |
| 12                                                                    | Spanien                | 100              | 0,02 %   |
| 13                                                                    | Bulgarien              | 90               | 0,01 %   |
| 14                                                                    | Frankrike              | 53               | 0,01 %   |
|                                                                       | Total världsproduktion | 652 261          | 100,00 % |
| Källa: FN:s livsmedels- och jordbruksorganisation:s data för år 2014. |                        |                  |          |